# Jean-Pierre Duprey
Jean-Pierre Duprey (1 de enero de 1930, Rouen – 2 de octubre de 1959, París) fue un poeta y escultor francés, uno de los ejemplos modernos de Poeta maldito.
Duprey dijo una vez: "Yo, ¡yo no tendría que estar atascado en esta galaxia!". André Breton, fascinado por la oscuridad e imaginería en la poesía de Duprey, invitó al autor a París en 1948. Los libros de Duprey no son una celebración de la muerte, tampoco encuentran comodidad en pensar acerca de ella. Todas las cuestiones preguntadas en los poemas de su último libro La Fin et la manière (1970) quedan sin respuesta, pero su autor encontró una manera en algún lugar "más allá" (Jouffroy, 1970, citado en).
También le atraían los escándalos. Un día fue a la tumba del Soldado Desconocido situada en el Arco de Triunfo y orinó en la llama eterna, motivo por el cual fue arrestado y golpeado en la prisión; más tarde fue llevado a un hospital psiquiátrico. Entre 1951 y 1958 no escribió y se concentró en trabajar en esculturas. Escribió su libro final en 1959 y al finalizar, pidió a su mujer que enviara el manuscrito a Breton. Cuando ella regresó de la oficina de correo, lo encontró muerto; se había ahorcado en su estudio.
Tres días antes de su muerte, le dijo calmadamente a un amigo: "Soy alérgico a este planeta".